# Balz Engler
Balz Engler (* 7. September 1944 in Basel) ist ein Schweizer Anglist und Hochschullehrer.

## Leben und Wirken
Nach dem Schulbesuch in Basel und der Matura 1964 studierte Balz Engler Anglistik, Germanistik und Kunstgeschichte an der Universität Basel. Dort promovierte er 1971. Von 1972 bis 1974 assistierte er bei der Herausgabe der Englisch-deutschen Studienausgabe der Dramen Shakespeares. Von 1974 bis 1979 war er wissenschaftlicher Assistent an der Universität Basel; er habilitierte sich im Jahre 1978. Nach einem Forschungsaufenthalt an der University of Michigan, Ann Arbor (1979/80) übernahm er 1980 an der Universität Basel eine Professur für Englische Literatur. 2007 trat er in den Ruhestand.
Engler hatte mehrere Gastdozenturen an Universitäten in der Schweiz und in Deutschland inne. Forschungsaufenthalte führten ihn mehrfach an die Folger Shakespeare Library in Washington, D.C.
In seinen Veröffentlichungen beschäftigt sich Engler schwerpunktmässig mit William Shakespeare.

## Veröffentlichungen (Auswahl)
- Rudolf Alexander Schröders Übersetzungen von Shakespeares Dramen (= Cooper monographs on English and American language and literature. Bd. 18). Francke, Bern 1974 (Dissertation Universität Basel).
- Othello. Englisch-deutsche Studienausgabe. Francke, Bern 1976, ISBN 3-7720-1168-3.
- Reading and listening. The modes of communicating poetry and their influence on the texts (= Cooper monographs on English and American language and literature. Bd. 30). Francke, Bern 1982, ISBN 3-7720-1546-8.
- (Hrsg., mit Georg Kreis): Das Festspiel. Formen, Funktionen, Perspektiven. In: Schweizer Theaterjahrbuch. Bd. 49. Theaterkultur-Verlag, Willisau 1988, ISBN 3-908145-12-0.
- (Hrsg., mit Renate Haas): European English Studies: Contributions towards the History of a Discipline.The English Association, Leicester 2000, ISBN 0-900232-23-4
- Poetry and community. Stauffenburg-Verlag, Tübingen 1990, ISBN 3-923721-20-X.
- (Hrsg.): Writing & culture (= Swiss papers in English language and literature. Bd. 6). Narr, Tübingen 1992, ISBN 3-8233-4681-4.
- Shakespeare als Denkmal. Schweizerische Akademie der Geistes- und Sozialwissenschaften, Bern 2001.
- David im englischen Drama. In: Walter Dietrich (Hrsg.): König David – biblische Schlüsselfigur und europäische Leitgestalt. Universitätsverlag Freiburg Schweiz, Freiburg 2003, ISBN 3-7278-1374-1, S. 761–775.
- (Hrsg., mit Ladina Bezzola Lambert): Shifting the scene. Shakespeare in European culture. University of Delaware Press, Newark, Del. 2004, ISBN 0-87413-860-4.
- (Hrsg.): Cultures in contact (= Swiss papers in English language and literature. Bd. 19). Narr, Tübingen 2007, ISBN 3-8233-6272-0.
- (Hrsg.): Wir und die anderen. Stereotypen in der Schweiz. Academic Press, Fribourg 2012, ISBN 978-3-7278-1718-2.
- Constructing Shakespeares. Essays on the making of a great author. Edition Signatur, Dozwil 2019, ISBN 978-3-906273-25-9.